# Ruine Lina
Die Ruine Lina, auch Hrádek u Valče (deutsch Lihna), ist die Ruine einer spätmittelalterlichen Burg, Feste oder auch eines großen Hofes auf der Gemarkung von Vrbička (Klein Fürwitz), einem Ortsteil der Stadt Vroutek (Rudig), in Tschechien. Benannt wurde sie im 19. Jahrhundert nach der nahegelegenen herrschaftlichen Schäferei Lihna, ihr eigentlicher Name und Zweck ist unbekannt. Die Lina ist als Kulturdenkmal geschützt.

## Geographie
Die von Gebüsch umgebene Ruine liegt anderthalb Kilometer nordwestlich von Vrbička rechtsseitig über dem Tal des Baches Vrbičský potok (Wiesbach) auf dem Linaberg (520 m n.m.) im Duppauer Gebirge. Sie befindet sich in einer abgelegenen Gegend auf halbem Wege zwischen den Einschichten Hlína (Lihna) und Ořkov (Worka) auf dem Gebiet des Naturdenkmals Jalovcové stráně nad Vrbičkou. Am nördlichen Fuße des Burghügels liegt der stark verwachsene Linateich. 700 m westlich verläuft die Staatsstraße II/194 zwischen Valeč (Waltsch) und Nová Ves (Neudorf).

## Geschichte
Über die Anlage existiert keine schriftliche Überlieferung. Sie entstand vermutlich im 13. Jahrhundert. Oberflächige Keramikfunde auf dem Linaberg und der Umgebung stammen aus dem 14. und 15. Jahrhundert. Eine archäologische Untersuchung der Ruine ist bisher nicht erfolgt.
Möglicherweise war sie der Sitz des Benesch von Kolowrat, eines Bruders des Wenzel von Kolowrat-Mastowsky auf Mašťov, der 1531 als Besitzer des Gutes Vrbička erwähnt wurde. Auch über den Zeitpunkt ihres Verfalls oder ihrer Zerstörung ist nichts bekannt.
In der nach 1760 gefertigten Karte der Josephinischen Landesaufnahme wurde die Ruine mit Altes Schloß benannt. Im Stabilen Kataster von 1841 ist südlich des Linateiches ein nicht näher bezeichnetes Objekt mit der Konskriptionsnummer 46 eingetragen. Das zwischen 1842 und 1852 aufgenommene Blatt der Franziszeischen Landesaufnahme weist an dieser Stelle die Ruine Lina aus.
Die erste Beschreibung und zeichnerische Darstellung der Ruine Lihna erfolgte 1844 durch Franz Alexander Heber, der zugleich der Ansicht war, dass die Burg ursprünglich einen anderen Namen trug.
Zu Beginn des 20. Jahrhunderts gebrauchte der Heimatforscher Wenzel Rott für die Ruine den Namen Lina und bezweifelte in Bezug auf Heber, dass die Feste zur Zeit ihrer Blüte so geheißen hat. August Sedláček erfand etwa zur selben Zeit für die Ruine den Namen Hrádek u Valče. Neuzeitliche Beschreibungen stammen von Libor Wettengl, Tomáš Durdík und Jiří Úlovec.
Die Ruine ist seit 1958 als Kulturdenkmal unter Schutz gestellt. Seit 1996 ist sie zudem Teil des Denkmalschutzgebietes Valečsko.

## Bauliche Anlage

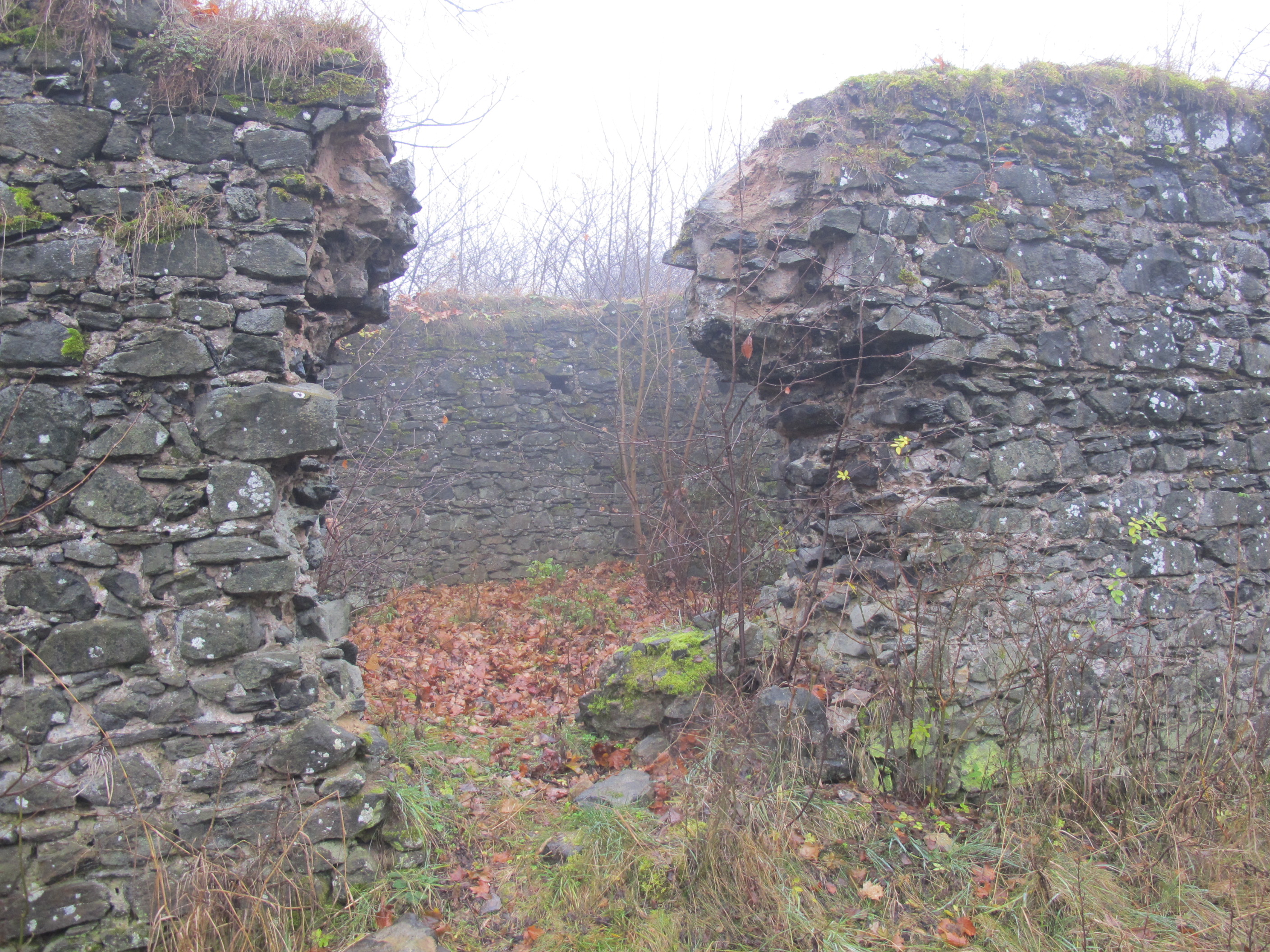
Blick in die Ruine

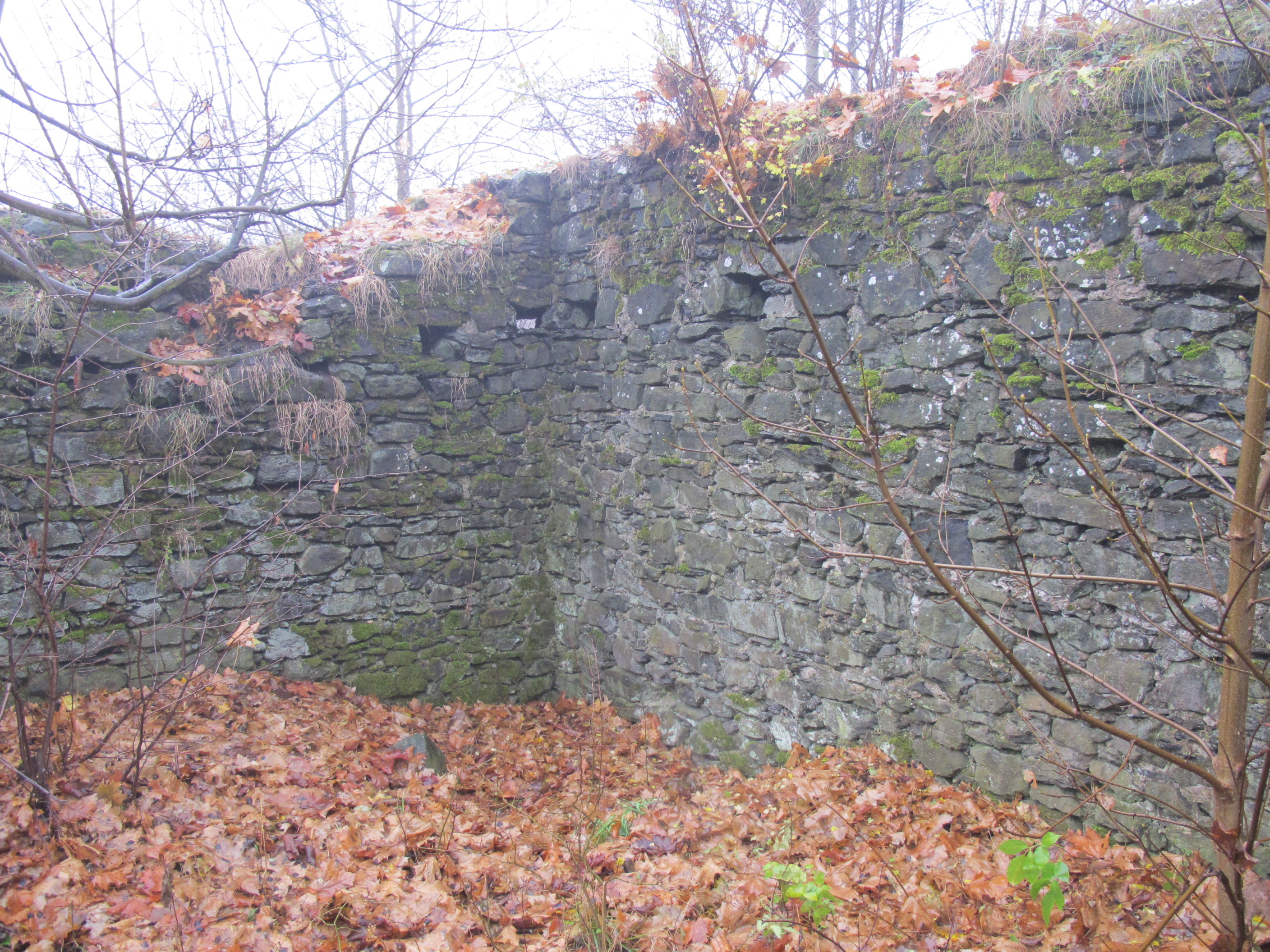
Innenansicht

Bis ins 19. Jahrhundert waren noch rings um den Turm Reste von Mauern sichtbar. Zu Beginn des 20. Jahrhunderts war nur noch der geräumige viereckige Turm mit einer Türöffnung nach Osten erhalten. Der Linaberg war zu dieser Zeit mit Obstbäumen bepflanzt und mit Gras überwachsen.
Der drei Meter hohe rechteckige Torso mit einer Seitenlänge von 7,1 × 7,9 m und einer Stärke von 1,2 m besteht aus Bruchstein. Im Innern sind Balkenöffnungen im Mauerwerk erkennbar. Architektonische Elemente sind nicht erhalten. In der näheren Umgebung befinden sich Einbruchstellen von drei unterkellerten Gebäuden.
Befestigungsanlagen sind kaum erkennbar. Lediglich bei der an der Stirnseite des Burghügels befindlichen Geländeform könnte es sich um Reste eines Walles handeln. Ein Burggraben bestand wahrscheinlich nicht.
Der südöstlich auf dem Gipfel des Linaberges befindliche Gebäuderest gehört nicht zur Lina; es handelt sich um einen unvollendeten neuzeitlichen Schafstall.

## Burgenkundliche Einordnung
Der Burgenforscher Tomáš Durdík bezweifelte, dass es sich bei der Lina um die Ruine einer Burg handelt. Es fehlen auf dem Gelände fast sämtliche für eine Burg typischen baulichen Elemente, zudem ist die Stärke des Mauerwerks sehr gering. Ebenso entspricht die Bauform auch nicht der einer Feste. Er vertrat die Ansicht, dass das Gelände eher an eine befestigte Siedlung (Burgstätte / Hradiště) oder an einen großen Hof erinnert.